# Ɑ̀
Cette page contient des caractères spéciaux ou non latins. S’ils s’affichent mal (▯, ?, etc.), consultez la page d’aide Unicode.
Ɑ̀, ou alpha latin grave, est un graphème utilisé dans l’écriture de certaines langues camerounaises dont le mbembe tigon. Il s’agit de la lettre alpha latin diacritée d’un accent grave.

## Utilisation
En langues camerounaises suivant l’Alphabet général des langues camerounaises, « ɑ̀ » représente un voyelle ouverte postérieure (arrondie /ɑ/ ou non arrondie /ɒ/) avec un ton bas. Il ne s’agit d’une lettre à part entière, et elle placée avec l’alpha latin sans accent ou avec un autre accent dans l’ordre alphabétique.

## Représentations informatiques
L’alpha accent grave peut être représenté avec les caractères Unicode suivant (Alphabet phonétique international, diacritiques, latin étendu C) :
| formes    | représentations | chaînes de caractères | points de code | descriptions                                           |
| --------- | --------------- | --------------------- | -------------- | ------------------------------------------------------ |
| capitale  | Ɑ̀               | Ɑ◌̀                    | U+2C6D U+0300  | lettre majuscule latine alpha diacritique accent grave |
| minuscule | ɑ̀               | ɑ◌̀                    | U+0251 U+0300  | lettre minuscule latine alpha diacritique accent grave |